# The Righteous Brothers
The Righteous Brothers — дуэт Билла Медли (англ. Bill Medley) и Бобби Хэтфилда (англ. Bobby Hatfield). Музыканты записывали новый материал с 1963 по 1975 год и продолжали выступать до 2003 года.
Коллектив обрёл своё название в 1962 году, когда Билл и Бобби выступали в составе квинтета «The Paramours»..
Первым крупным успехом дуэта стала композиция «You've Lost That Lovin' Feelin'», спродюсированная Филом Спектором. Она считается одним из образцов известной техники «Стена звука», автором которой является Спектор.
В том же году The Righteous Brothers записали несколько других успешных синглов: «Just Once in My Life», «Ebb Tide» и «Unchained Melody» (первоначально вторая сторона для «Hung on You»).
Однако музыканты не поладили с Филом, и их контракт был расторгнут. Несмотря на это, следующий сингл группы, «(You're My) Soul and Inspiration» (1966), также сумел подняться на первую строчку американских чартов.
После выпуска нескольких песен, уже достигших лишь топ-40, популярность дуэта начала падать, и они были неактивны на протяжении семи лет.
В 1974 году музыканты вернулись к совместной работе и записали «Rock and Roll Heaven», своего рода музыкальный панегирик незадолго до этого умершим рок-музыкантам. В их числе были Дженис Джоплин, Джими Хендрикс, Джим Моррисон, Отис Реддинг и другие. Сингл достиг № 3 в хит-параде Billboard Hot 100, но в Великобритании даже не попал в листинг чартов. Вскоре после этого дуэт оказался «бесхитовым», несмотря на частые гастроли.
The Righteous Brothers были введены в Зал славы рок-н-ролла 10 марта 2003 года.
Бобби Хэтфилд был найден мёртвым в комнате отеля 5 ноября 2003 года за полчаса до запланированного выступления с Медли. Причиной его смерти была названа передозировка кокаина.

## Основные синглы
- 1963: «Little Latin Lupe Lu» — #49 US
- 1963: «My Babe» — #75 US (re-charted in 1965 at #101 US)
- 1964: «You've Lost That Lovin' Feelin'» — #1 US, #1 UK
- 1965: «Bring Your Love to Me» — # 83 US / «Fannie Mae» — #117 US
- 1965: «Just Once in My Life» — #9 US
- 1965: «You Can Have Her» — #67 US
- 1965: «Justine» — #85 US
- 1965: «Unchained Melody» — #4 US, #14 UK / «Hung on You» — #47 US
- 1965: «Ebb Tide» — #5 US, #48 UK
- 1966: «Georgia On My Mind» — #62 US
- 1966: «(You're My) Soul and Inspiration» — #1 US (Gold), #15 UK
- 1966: «He» — #18 US / «He Will Break Your Heart» [a.k.a. «He Don’t Love You (Like I Love You)»] — #91 US
- 1966: «Go Ahead and Cry» — #30 US
- 1966: «On This Side of Goodbye» — #47 US
- 1966: «(There'll Be Bluebirds Over) The White Cliffs of Dover» — #21 UK
- 1967: «Melancholy Music Man» — #43 US
- 1967: «Stranded in the Middle of No Place» — #72 US
- 1969: «You’ve Lost That Lovin' Feelin'» (re-issue) — #10 UK
- 1974: «Rock and Roll Heaven» — #3 US, written by Alan O'Day
- 1974: «Give It to the People» — #20 US
- 1974: «Dream On» — #32 US
- 1977: «You’ve Lost That Lovin' Feelin'» (re-issue) — #42 UK
- 1990: «Unchained Melody» (re-issue) — #13 (plus Adult Contemporary #1) US, #1 UK
- 1990: «Unchained Melody» (new 1990 recording for Curb Records) — #19 US (Platinum)
- 1990: «You’ve Lost That Lovin' Feelin'» / «Ebb Tide» (re-issue) — #3 UK